# Ester Julin
Ester Sofia Margareta Julin, ursprungligen Bohm, född 19 januari 1885 på Mattön nära Gysinge i Gästrikland, död 29 april 1931 i Stockholm, var en svensk skådespelare, regissör och manusförfattare. Hon var en av svensk films första manusförfattare.

## Biografi

### Bakgrund
Ester Julin flyttade i början av 1890 tillsammans med modern Sofia, den äldre systern Ebba och den yngre brodern Julius till Uppsala. Dessförinnan innan hade fadern Jan-Olof, som arbetade som målare, rest till USA. I kyrkoböckerna står att läsa att han rymde, men efter bara ett par år reste han tillbaka till Sverige och återförenades med familjen.
När Julin som ung flicka turnerade runt med resande teatersällskap började hon att använda sig av namnet Julin, som var moderns flicknamn. Efterhand bosatte hon sig i Stockholm där hon fick engagemang på olika scener som skådespelare, främst i komedier, men även i en del allvarliga roller, bland annat i Leo Tolstojs Mörkrets makt.

### 1910-talet
Den 29 mars 1911 hade pjäsen Bakom Kuopio premiär på Lilla teatern vid Norra Bantorget. Genom sin medverkan i denna lärde hon känna Mauritz Stiller, som var regissör. Han spelade även huvudrollen som pastorsadjunkten Elias och Julin gestaltade hans fästmö Naemi. Samarbetet med Stiller fördjupades när denne i maj 1912 anställdes som regissör och skådespelare vid AB Svenska Biografteatern. Han regisserade 1912 filmen Den tyranniske fästmannen, baserad på pjäsen Bakom Kupio. Precis som i teateruppsättningen året innan spelade Julin rollen som fästmön.
1915 kom att bli Julins mest produktiva år. Hon skrev det året sitt första filmmanus till Stillers Hans hustrus förflutna. Senare samma år omarbetade hon ett franskt teaterstycke till filmen Hans bröllopsnatt. I filmen, även den regisserad av Stiller, har hon lagt till en rollfigur som spelades av henne själv. Under hösten 1915 regisserade Stiller ytterligare två filmer, Dolken och Lyckonålen, och till dessa hade Julin skrivit manus tillsammans med Stiller under pseudonymen Alexander Vichetos. Dolken kom att bli kontroversiell och totalförbjöds i Norge och Sverige, men visades med framgång i Europa och Sydamerika.
År 1916–1917 inledde Julin ett samarbete med Victor Sjöström och skrev tillsammans manus till filmerna Therèse och Tösen från Stormyrtorpet. Den sistnämnda baserades på en roman av Selma Lagerlöf och kom att bli en succé. Under åren som följde skrev Julin manus till ytterligare Lagerlöf-filmatiseringar. 1919 skrev hon flera scener till Stillers Herr Arnes pengar och året därpå omarbetade hon och Sjöström romanen Jerusalem till filmen Karin Ingmarsdotter. Julin skrev också manus till Dunungen, även den en Lagerlöf-tolkning.
Parallellt med manusförfattandet hade Julin rollen som sekreterare åt Stiller och Sjöström. De båda regissörerna strödde ofta idéer omkring sig, och Julin skrev ner och bearbetade dessa. Vissa gånger inverkade hon så mycket på slutresultatet att hon nämndes som manusförfattare, medan hon andra gånger hamnade i skymundan trots att hon skapat flera detaljerade filmscener. Av denna anledning har hennes insats som manusförfattare varit svår att fastställa.

### Senare år
Med tiden kom Julin att skriva manus på egen hand, utan litterära förlagor. 1920 författade hon filmen Carolina Rediviva, vilken möttes av positiva recensioner. Dagens Nyheter lovordade hennes insatser med orden "Ester Julin hör tydligen till dem som kan sin sak. Hon har både humor och kunskap och dessutom en särdeles god uppfattning av vad som gör sig på vita duken." 1924 kom ytterligare en egenhändigt skriven film, Där fyren blinkar, i vilken hon även gjorde sin första filmroll på nära tio år. 1926 skrev hon manus till Bröllopet i Bränna tillsammans med Lars Tessing och spelade också rollen som fattighjonet Liva. Samma år gjorde hon även regidebut i Lyckobarnen, vilken även kom att bli den enda film hon regisserade. Flera scener spelades in i hennes barndomstrakter i Gysinge.
Ester Julin avled 1931 av TBC.

## Filmografi
Manus
- 1915 – Hans hustrus förflutna
- 1915 – Hans bröllopsnatt
- 1915 – Dolken
- 1916 – Lyckonålen
- 1916 – Therèse
- 1917 – Tösen från Stormyrtorpet
- 1919 – Dunungen
- 1919 – Karin Ingmarsdotter
- 1920 – Carolina Rediviva
- 1924 – Där fyren blinkar
- 1926 – Lyckobarnen
- 1926 – Bröllopet i Bränna

Regi
- 1926 – Lyckobarnen

Roller
- 1912 – Den tyranniske fästmannen
- 1915 – Hans bröllopsnatt
- 1924 – Där fyren blinkar
- 1926 – Bröllopet i Bränna

## Teater

### Roller (ej komplett)
| År   | Roll              | Produktion                                                               | Regi                             | Teater                |
| ---- | ----------------- | ------------------------------------------------------------------------ | -------------------------------- | --------------------- |
| 1909 | Kammarjungfrun    | Lady Frederick W. Somerset Maugham                                       | Axel Hansson                     | Lady Frederick-turnén |
| 1910 | Medverkande       | En sommarnattsdans, eller Balettens triumf på Söder, revy Algot Sandberg | Algot Sandberg Wilhelm Berndtson | Södra Varietén        |
| 1911 | Naëmi             | Bakom Kuopio Gustaf von Numers                                           | Mauritz Stiller                  | Lilla teatern         |
| 1911 | Hulda, tjänarinna | Äkta makar Peter Egge                                                    | Mauritz Stiller                  | Lilla teatern         |
| 1911 | En tjänsteflicka  | Försvarsadvokaten Ferenc Molnár                                          | Mauritz Stiller                  | Lilla teatern         |
| 1911 | Akulina           | Mörkrets makt Leo Tolstoj                                                | Mauritz Stiller                  | Lilla teatern         |
| 1911 | Lindgrenskan      | Pastor Jussilainen Gustaf von Numers                                     | Jenny Tschernichin-Larsson       | Lilla teatern         |
| 1912 | Ella Bloch        | Miss Williams from New York Gustav Wied och Jens Petersen                | Mauritz Stiller                  | Lilla teatern         |
| 1912 | Babette, köksa    | Zoologi Ludwig Thoma                                                     | Mauritz Stiller                  | Lilla teatern         |